# Conseil suprême des Pays-Bas
Le Conseil suprême des Pays-Bas est un groupe de conseillers nommés par la monarchie espagnole, puis par la monarchie des Habsbourg pour les affaires relatives aux Pays-Bas méridionaux.

## Chronologie

### LesPays-Bas autrichiens
Les Pays-Bas espagnols sont cédés à la branche autrichienne des Habsbourg en application des traités d'Utrecht (1713) qui ont mis fin à la guerre de Succession d'Espagne (début du XVIIIe siècle). Charles VI rétablit à Vienne le Conseil suprême des Pays-Bas le 1er avril 1717. Ce dernier est composé d'un président, de quatre ministres et d'un secrétaire.
Les documents en provenance du gouverneur des Pays-Bas sont traités par le Conseil suprême. De même, avant de rédiger les ordonnances relatives aux Pays-Bas, l'Empereur prend conseil auprès du même conseil.
L'archiduchesse Marie-Thérèse d'Autriche supprime cet organe le 1er avril 1757 et intègre un conseiller référendaire pour les Pays-Bas dans sa chancellerie.
Les différents documents traités par le conseil sont rédigés en espagnol. La suppression du Conseil suprême des Pays-Bas met ainsi fin à l'utilisation de l'espagnol comme langue officielle des Pays-Bas méridionaux.

#### Membres du Conseil suprême des Pays-Bas
- 1735 : Emmanuel Tellez de Sylva Menesez y Castro, duc de Sylva Tarouca[4].

## Pour en savoir plus
- René Vermeir et Michel Baelde, Conseil suprême des Pays-Bas à Vienne, 1717-1757, 1995.